# Jouster pof
Een Jouster pof  is een krentenbol die gegeven werd bij geboorten. Het woord jouster is Fries voor geefster.
 Behalve krenten bevat de bol bruine suiker, boter en kaneel (ook wel amandelspijs). De bol die ook wel suikerbol of suikerpof heet, geldt als een traktatie bij kraamvisites. Volgens Friese bronnen en het Voorlichtingsbureau Brood zou dat ermee te maken hebben dat men vroeger dacht dat kaneel zou helpen bij het uitdrijven van boze geesten.
De bol heet ook wel Zwolsche pof.